# Leyvaux
Leyvaux är en kommun i departementet Cantal i regionen Auvergne-Rhône-Alpes i mitten av Frankrike. Kommunen ligger  i kantonen Massiac som ligger i arrondissementet Saint-Flour. År 2022 hade Leyvaux 36 invånare.

## Befolkningsutveckling
Antalet invånare i kommunen Leyvaux
Referens:INSEE